# Gironde
Gironde là một tỉnh của Pháp, thuộc vùng hành chính Nouvelle-Aquitaine, tỉnh lỵ Bordeaux, bao gồm 5 quận với các quận lỵ còn lại là: Blaye, Langon, Lesparre-Médoc, Libourne.